# Mission Delta
 (août 2020).
Si vous disposez d'ouvrages ou d'articles de référence ou si vous connaissez des sites web de qualité traitant du thème abordé ici, merci de compléter l'article en donnant les références utiles à sa vérifiabilité et en les liant à la section « Notes et références ».
Mission Delta est un jeu vidéo édité par ERE Informatique sorti sur Amstrad CPC, Thomson MO5 et Oric. Il est aussi sorti sur ZX Spectrum et ZX81 sous le nom Intercepteur Cobalt. Il s'agit d'un simulateur d'avion de chasse futuriste nommé « intercepteur Cobalt ».

## Système de jeu
La navigation se fait exclusivement via les instruments de bord compte tenu de la puissance limitée des ordinateurs de l'époque. Le jeu inclut une école de pilotage, puis une mission d'interception.

## Pour approfondir
- Theoric numéro 2 - juillet 1984 - page 44